# 福音同盟
福音同盟、（ふくいんどうめい、The Evangelical Alliance、略称:EA ）は、イギリス連合王国で1846年に結成された福音主義キリスト教の機関である。福音主義同盟、福音同盟会、万国福音同盟とも訳される。会員は、個人、教会、教派、団体である。EAは1951年の世界福音同盟の創立メンバーでもある。

## 歴史
1846年の会議は、9項目の福音主義信仰を確認した。これは、自由主義神学、ローマ・カトリック、ユニテリアンに対して、宗教改革の信仰を強調するものであった。この9ヶ条は、多くの福音的団体の信仰基準の基本となった。
1910年にエディンバラ世界宣教会議以降、様々な国際的組織が活発化して、福音同盟の活動は衰退して、二度の世界大戦で活動は事実上停止した。

### 福音主義の9ヶ条
1. 聖書の神的霊感、権威、聖書の十全性
2. 聖書解釈の権利と義務
3. 三位一体の神
4. 人間の全的堕落
5. 神の子の受肉、主がなされた罪からの贖いの御業、仲保者、支配
6. 信仰義認
7. 罪人の回心と聖化における聖霊の働き
8. 霊魂の不死、からだのよみがえり、イエス・キリストによる世界の裁き、義人の永遠の祝福と、悪人の永遠の刑罰。
9. キリスト教教職者の神的な制定、バプテスマ（洗礼）と聖餐の二つの礼典の義務及び永続性